# Psilocybe tampanensis
Psilocybe tampanensis (лат.) — вид галлюциногенных грибов семейства Strophariaceae. Гриб, первоначально обнаруженный в 1977 году в дикой природе песчаных лугов штата Флорида под Тампой, больше никогда не встречался в самой Флориде. Однако позже собирался в штате Миссисипи. Первоначальный флоридский образец был клонирован, и его потомки получили широкое распространение.
Плодовое тело гриба состоит из жёлто-коричневого стебля длиной до 6 см и выпуклой конической шляпки диаметром до 2,4 см. Psilocybe tampanensis формирует трюфелеподобные склероции, известные и легально продаваемые в некоторых странах под названием «Философский камень». Плодовое тело и склероции используются в рекреационных или энтеогенных целях. В природе же склероции производятся грибом как форма защиты от лесных пожаров и других стихийных бедствий.

## Таксономия
Гриб был научно описан Стивеном Поллоком (англ. Steven H. Pollock) и мексиканским микологом, исследователем псилоцибинов Гастоном Гусманом (исп. Gastón Guzmán) в научном журнале «Mycotaxon», вышедшем в 1978 году.
По словам Пола Стемеца, Поллок пропустил «скучную таксономическую конференцию» в районе Тампы, штата Флорида, чтобы пойти по грибы, и нашёл одиночный гриб, растущий на песчаной дюне, который не смог опознать. Позднее Поллок клонировал образец и создал чистую культуру, которая на сегодня получила широкое распространение. Типовой экземпляр хранится в гербарии Национального Политехнического Института Мехико. Гузман отнёс P. tampanensis к введённому им разделу Mexicanae, связанная с которым группировка видов Psilocybe характеризуется в первую очередь наличием спор диаметром более 8 мкм.

## Среда обитания и распространение
В течение почти двух десятилетий после открытия Psilocybe tampanensis был известен только по типовым экземплярам, находимым к юго-востоку от Брандона в штате Флорида. В 1996 году Гузман сообщил об обнаружении этого вида на полянах с песчаной почвой в лиственных лесах округа Перл-Ривер штата Миссисипи (в среде обитания похожей на ту, что была на месте первоначальной находки). Как и все виды Psilocybe этот гриб является редуцентом.
Как некоторые другие колонии психоактивных грибов, таких как Psilocybe semilanceata и Conocybe cyanopus, P. tampanensis может формировать склероций — укреплённую массу мицелия, которая более устойчива к неблагоприятным условиям окружающей среды, нежели обычная грибница. Эта трюфелевидная структура даёт некоторую защиту от лесных пожаров и других стихийных бедствий.